# Omelan Łogusz
Omelan Iwanowycz Łogusz ps. „Iwaniw” ukr. Омелян Іванович Логуш (або Лоґуш, ur. 1912 we wsi Przedmieście pod Jazłowcem, powiat buczacki, kraju koronnego Królestwo Galicji i Lodomerii, zm. 1982 w Saint Louis, USA) – ukraiński dziennikarz, działacz Organizacji Ukraińskich Nacjonalistów.

## Życiorys
Absolwent państwowego gimnazjum humanistycznego w Buczaczu. W 1939 aresztowany przez władze polskie za działalność antypaństwową, uwolniony we wrześniu 1939. Referent propagandy Krajowego Prowodu PSUZ OUN-B (przewodniczący Wasyl Kuk). W latach 1942–1943 działał w Dniepropietrowsku. Był również referentem politycznym Centralnego Prowodu OUN. W 1944 przez krótki czas był redaktorem pisma „Ideja i czyn”. Członek UHWR od 1944.
W okresie grudzień 1943-styczeń 1944 prowadził rozmowy o współpracy z węgierskimi władzami wojskowymi. Po II wojnie światowej wyemigrował do Niemiec, a następnie do USA, gdzie kierował ukraińską sekcją Głosu Ameryki.